# 奈斯托里翁
奈斯托里翁（希臘語：Νεστόριο），是希腊西马其顿大区卡斯托里亚专区的市镇。市镇面积为616.1平方公里，2021年人口数量为2,149人。
现今范围的市镇设立于2011年地方政府改革中，由原4个市镇合并而成，原市镇则成为此市镇的4个市区。奈斯托里翁市区（即原奈斯托里翁市镇）的面积为336.326平方公里，2021年人口数量为1,184人。

## 人口数据
| 年份 | 同名社区 | 同名市区 | 整个市镇 |
| ---- | -------- | -------- | -------- |
| 1981 | 1,233    | -        | -        |
| 1991 | 1,158    | 1,928    | -        |
| 2001 | 1,214    | 1,782    | -        |
| 2011 | 964      | 1,411    | 2,646    |
| 2021 | 761      | 1,184    | 2,149    |